# النسق 2 (الكمبري)
النسق 2 أو النسيقة 2 (باللاتينية: Series 2) وهي ثاني نسق من نظام الكمبري الجيولوجي، امتد من ≈ 521 إلى≈ 506.5 مليون سنة مضت، لمدة 14.5 مليون سنة تقريبا. تقع فوق نسيقة التيرينيفي وتحت المياولينغي. ولم يتم تعريفها رسمياً من قبل اللجنة الدولية للطبقات، لأنها تفتقر إلى دقة الحدود الدنيا وإلى التقسيم الفرعي لمراحل. المقترح للحدود الدنيا هو أول ظهور لثلاثيات الفصوص التي تقدر بنحو 521 مليون سنة مضت.

## التسمية
إلى الآن لم تحدد اللجنة الدولية للطبقات اسما للنسيقة الثانية من الكمبري. وسيحل الاسم الجديد محل المصطلحين الأقدمين «الكمبري المبكر» و«الكمبري السفلي». وفي سيبيريا يستخدم لهذا النسق مصطلح «الياكوتي» (Yakutian).

## الطبقات الحيوية
تميزت بداية النسيقة الثانية من الكمبري بظهور ثلاثية الفصوص. وإثبات هذا الحدث في القارات المختلفة أمر صعب، وحل ذلك ضروري لتعريف الحدود الدنيا من هذه النسيقة.واقدم ثلاثية فصوص حاليا تعرف باسم لمداديلا [الإنجليزية] (Lemdadella) والتي تمثل بداية منطقة «فالوتاسبيس» (Fallotaspis).
تم وضع علامة لنهاية النسيقة الثانية من الكمبري بأول انقراض حيوي كبير من حقبة الحياة القديمة. ويحتمل أن أكثر الأسباب احتمالا لهذه الانقراض هي التغيرات الكيميائية للمحيطات والبيئة البحرية.

## الأقسام الفرعية
| العصر      | الفترة      | المرحلة     | أهم الأحداث | البداية (م.س.مضت) |
| ---------- | ----------- | ----------- | --- | ----------------- |
| الأوردفيشي | المبكر      | التريمادوشي | أحدث | أحدث              |
| الكمبري    | الفورونجي   | المرحلة 10  | - أحداث جيولوجية: تناقص تدريجي في تكون جبال بيترمان في القارة الاسترالية (550 - 535 مليون سنة مظت). تكون جبال روس في القارة القطبية الجنوبية. نشوء جبال ديلاميرا (حوالي 514-490 مليون سنة مظت) في القارة الأسترالية. انفصلت بعض التضاريس الصغيرة عن غندوانا. كانت مستويات ثاني أكسيد الكربون في الغلاف الجوي تعادل تقريبا 15 ضعف ما هي عليه في وقتنا الحاضر (الهولوسيني) (6,000 جزء لكل مليون مقارنة باليوم 400 جزء لكل مليون). - أحداث حيوية : تنوع كبير في الحياة (تظهر الحفريات بشكل رئيسي ثنائيات التناظر) في الانفجار الكمبري مع زيادة مستويات الأكسجين. تعددت الأحافير؛ وظهور معظم الشعب الحيوان الحديثة (بما في ذلك المفصليات والرخويات والحلقيات وشوكيات الجلد ونصف الحبليات والحبليات). كثرة القدحيات القديمة الإسفنجية التي تبني الشعاب المرجانية؛ ثم تلاشت، حلت محلها الستروماتوليتات، ولكنها سرعان ما وقعت فريسة للثورة النباتية، عندما بدأت بعض الحيوانات في الحفر عبر الحصائر الميكروبية (مما أثر على بعض الحيوانات الأخرى أيضًا). ظهور وانتشار ارتيوبودا (بما في ذلك ثلاثيات الفصوص)، والديدان القضيبية، وعضديات الأرجل اللا مفصليّة، والهيوليثانات، والحيوانات الحزازية، والجرابتوليتات، وشوكيات الجلد الخماسية (مثل البلاستوزوا، والزنابقيات، وشوكيات الجلد الهائمات)، والعديد من الحيوانات الأخرى. هيمنة شعاعيات الأسنان المفترسة والعملاقة، بينا انقرض العديد من حيوانات العصر الإدياكاري. تنوع سريع للقشريات والرخويات. إستمرت بدائيات النوى، والطلائعيات (مثل المنخربات)، والفطريات والطحالب إلى يومنا هذا. ظهور الفقاريات من الحبليات السابقة. بدأت مفصليات الأرجل والنباتات الجنينية في استعمار الأرض. حدثت ثلاثة انقراضات منذ 517 و502 و488 مليون سنة، أدى الأول والأخير منها إلى القضاء على العديد من شعاعيات الأسنان، والمفصليات، والهيوليثيات، وعضديات الأرجل، والرخويات، ومخروطيات الأسنان (الفقاريات عديمة الفك المبكرة). | ≈491              |
| الكمبري    | الفورونجي   | الجيانغشاني | - أحداث جيولوجية: تناقص تدريجي في تكون جبال بيترمان في القارة الاسترالية (550 - 535 مليون سنة مظت). تكون جبال روس في القارة القطبية الجنوبية. نشوء جبال ديلاميرا (حوالي 514-490 مليون سنة مظت) في القارة الأسترالية. انفصلت بعض التضاريس الصغيرة عن غندوانا. كانت مستويات ثاني أكسيد الكربون في الغلاف الجوي تعادل تقريبا 15 ضعف ما هي عليه في وقتنا الحاضر (الهولوسيني) (6,000 جزء لكل مليون مقارنة باليوم 400 جزء لكل مليون). - أحداث حيوية : تنوع كبير في الحياة (تظهر الحفريات بشكل رئيسي ثنائيات التناظر) في الانفجار الكمبري مع زيادة مستويات الأكسجين. تعددت الأحافير؛ وظهور معظم الشعب الحيوان الحديثة (بما في ذلك المفصليات والرخويات والحلقيات وشوكيات الجلد ونصف الحبليات والحبليات). كثرة القدحيات القديمة الإسفنجية التي تبني الشعاب المرجانية؛ ثم تلاشت، حلت محلها الستروماتوليتات، ولكنها سرعان ما وقعت فريسة للثورة النباتية، عندما بدأت بعض الحيوانات في الحفر عبر الحصائر الميكروبية (مما أثر على بعض الحيوانات الأخرى أيضًا). ظهور وانتشار ارتيوبودا (بما في ذلك ثلاثيات الفصوص)، والديدان القضيبية، وعضديات الأرجل اللا مفصليّة، والهيوليثانات، والحيوانات الحزازية، والجرابتوليتات، وشوكيات الجلد الخماسية (مثل البلاستوزوا، والزنابقيات، وشوكيات الجلد الهائمات)، والعديد من الحيوانات الأخرى. هيمنة شعاعيات الأسنان المفترسة والعملاقة، بينا انقرض العديد من حيوانات العصر الإدياكاري. تنوع سريع للقشريات والرخويات. إستمرت بدائيات النوى، والطلائعيات (مثل المنخربات)، والفطريات والطحالب إلى يومنا هذا. ظهور الفقاريات من الحبليات السابقة. بدأت مفصليات الأرجل والنباتات الجنينية في استعمار الأرض. حدثت ثلاثة انقراضات منذ 517 و502 و488 مليون سنة، أدى الأول والأخير منها إلى القضاء على العديد من شعاعيات الأسنان، والمفصليات، والهيوليثيات، وعضديات الأرجل، والرخويات، ومخروطيات الأسنان (الفقاريات عديمة الفك المبكرة). | ≈494.2            |
| الكمبري    | الفورونجي   | البايبي     | - أحداث جيولوجية: تناقص تدريجي في تكون جبال بيترمان في القارة الاسترالية (550 - 535 مليون سنة مظت). تكون جبال روس في القارة القطبية الجنوبية. نشوء جبال ديلاميرا (حوالي 514-490 مليون سنة مظت) في القارة الأسترالية. انفصلت بعض التضاريس الصغيرة عن غندوانا. كانت مستويات ثاني أكسيد الكربون في الغلاف الجوي تعادل تقريبا 15 ضعف ما هي عليه في وقتنا الحاضر (الهولوسيني) (6,000 جزء لكل مليون مقارنة باليوم 400 جزء لكل مليون). - أحداث حيوية : تنوع كبير في الحياة (تظهر الحفريات بشكل رئيسي ثنائيات التناظر) في الانفجار الكمبري مع زيادة مستويات الأكسجين. تعددت الأحافير؛ وظهور معظم الشعب الحيوان الحديثة (بما في ذلك المفصليات والرخويات والحلقيات وشوكيات الجلد ونصف الحبليات والحبليات). كثرة القدحيات القديمة الإسفنجية التي تبني الشعاب المرجانية؛ ثم تلاشت، حلت محلها الستروماتوليتات، ولكنها سرعان ما وقعت فريسة للثورة النباتية، عندما بدأت بعض الحيوانات في الحفر عبر الحصائر الميكروبية (مما أثر على بعض الحيوانات الأخرى أيضًا). ظهور وانتشار ارتيوبودا (بما في ذلك ثلاثيات الفصوص)، والديدان القضيبية، وعضديات الأرجل اللا مفصليّة، والهيوليثانات، والحيوانات الحزازية، والجرابتوليتات، وشوكيات الجلد الخماسية (مثل البلاستوزوا، والزنابقيات، وشوكيات الجلد الهائمات)، والعديد من الحيوانات الأخرى. هيمنة شعاعيات الأسنان المفترسة والعملاقة، بينا انقرض العديد من حيوانات العصر الإدياكاري. تنوع سريع للقشريات والرخويات. إستمرت بدائيات النوى، والطلائعيات (مثل المنخربات)، والفطريات والطحالب إلى يومنا هذا. ظهور الفقاريات من الحبليات السابقة. بدأت مفصليات الأرجل والنباتات الجنينية في استعمار الأرض. حدثت ثلاثة انقراضات منذ 517 و502 و488 مليون سنة، أدى الأول والأخير منها إلى القضاء على العديد من شعاعيات الأسنان، والمفصليات، والهيوليثيات، وعضديات الأرجل، والرخويات، ومخروطيات الأسنان (الفقاريات عديمة الفك المبكرة). | ≈497              |
| الكمبري    | المياولينغي | الغوزانجي   | - أحداث جيولوجية: تناقص تدريجي في تكون جبال بيترمان في القارة الاسترالية (550 - 535 مليون سنة مظت). تكون جبال روس في القارة القطبية الجنوبية. نشوء جبال ديلاميرا (حوالي 514-490 مليون سنة مظت) في القارة الأسترالية. انفصلت بعض التضاريس الصغيرة عن غندوانا. كانت مستويات ثاني أكسيد الكربون في الغلاف الجوي تعادل تقريبا 15 ضعف ما هي عليه في وقتنا الحاضر (الهولوسيني) (6,000 جزء لكل مليون مقارنة باليوم 400 جزء لكل مليون). - أحداث حيوية : تنوع كبير في الحياة (تظهر الحفريات بشكل رئيسي ثنائيات التناظر) في الانفجار الكمبري مع زيادة مستويات الأكسجين. تعددت الأحافير؛ وظهور معظم الشعب الحيوان الحديثة (بما في ذلك المفصليات والرخويات والحلقيات وشوكيات الجلد ونصف الحبليات والحبليات). كثرة القدحيات القديمة الإسفنجية التي تبني الشعاب المرجانية؛ ثم تلاشت، حلت محلها الستروماتوليتات، ولكنها سرعان ما وقعت فريسة للثورة النباتية، عندما بدأت بعض الحيوانات في الحفر عبر الحصائر الميكروبية (مما أثر على بعض الحيوانات الأخرى أيضًا). ظهور وانتشار ارتيوبودا (بما في ذلك ثلاثيات الفصوص)، والديدان القضيبية، وعضديات الأرجل اللا مفصليّة، والهيوليثانات، والحيوانات الحزازية، والجرابتوليتات، وشوكيات الجلد الخماسية (مثل البلاستوزوا، والزنابقيات، وشوكيات الجلد الهائمات)، والعديد من الحيوانات الأخرى. هيمنة شعاعيات الأسنان المفترسة والعملاقة، بينا انقرض العديد من حيوانات العصر الإدياكاري. تنوع سريع للقشريات والرخويات. إستمرت بدائيات النوى، والطلائعيات (مثل المنخربات)، والفطريات والطحالب إلى يومنا هذا. ظهور الفقاريات من الحبليات السابقة. بدأت مفصليات الأرجل والنباتات الجنينية في استعمار الأرض. حدثت ثلاثة انقراضات منذ 517 و502 و488 مليون سنة، أدى الأول والأخير منها إلى القضاء على العديد من شعاعيات الأسنان، والمفصليات، والهيوليثيات، وعضديات الأرجل، والرخويات، ومخروطيات الأسنان (الفقاريات عديمة الفك المبكرة). | ≈500.5            |
| الكمبري    | المياولينغي | الدرومي     | - أحداث جيولوجية: تناقص تدريجي في تكون جبال بيترمان في القارة الاسترالية (550 - 535 مليون سنة مظت). تكون جبال روس في القارة القطبية الجنوبية. نشوء جبال ديلاميرا (حوالي 514-490 مليون سنة مظت) في القارة الأسترالية. انفصلت بعض التضاريس الصغيرة عن غندوانا. كانت مستويات ثاني أكسيد الكربون في الغلاف الجوي تعادل تقريبا 15 ضعف ما هي عليه في وقتنا الحاضر (الهولوسيني) (6,000 جزء لكل مليون مقارنة باليوم 400 جزء لكل مليون). - أحداث حيوية : تنوع كبير في الحياة (تظهر الحفريات بشكل رئيسي ثنائيات التناظر) في الانفجار الكمبري مع زيادة مستويات الأكسجين. تعددت الأحافير؛ وظهور معظم الشعب الحيوان الحديثة (بما في ذلك المفصليات والرخويات والحلقيات وشوكيات الجلد ونصف الحبليات والحبليات). كثرة القدحيات القديمة الإسفنجية التي تبني الشعاب المرجانية؛ ثم تلاشت، حلت محلها الستروماتوليتات، ولكنها سرعان ما وقعت فريسة للثورة النباتية، عندما بدأت بعض الحيوانات في الحفر عبر الحصائر الميكروبية (مما أثر على بعض الحيوانات الأخرى أيضًا). ظهور وانتشار ارتيوبودا (بما في ذلك ثلاثيات الفصوص)، والديدان القضيبية، وعضديات الأرجل اللا مفصليّة، والهيوليثانات، والحيوانات الحزازية، والجرابتوليتات، وشوكيات الجلد الخماسية (مثل البلاستوزوا، والزنابقيات، وشوكيات الجلد الهائمات)، والعديد من الحيوانات الأخرى. هيمنة شعاعيات الأسنان المفترسة والعملاقة، بينا انقرض العديد من حيوانات العصر الإدياكاري. تنوع سريع للقشريات والرخويات. إستمرت بدائيات النوى، والطلائعيات (مثل المنخربات)، والفطريات والطحالب إلى يومنا هذا. ظهور الفقاريات من الحبليات السابقة. بدأت مفصليات الأرجل والنباتات الجنينية في استعمار الأرض. حدثت ثلاثة انقراضات منذ 517 و502 و488 مليون سنة، أدى الأول والأخير منها إلى القضاء على العديد من شعاعيات الأسنان، والمفصليات، والهيوليثيات، وعضديات الأرجل، والرخويات، ومخروطيات الأسنان (الفقاريات عديمة الفك المبكرة). | ≈504.5            |
| الكمبري    | المياولينغي | الوليوي     | - أحداث جيولوجية: تناقص تدريجي في تكون جبال بيترمان في القارة الاسترالية (550 - 535 مليون سنة مظت). تكون جبال روس في القارة القطبية الجنوبية. نشوء جبال ديلاميرا (حوالي 514-490 مليون سنة مظت) في القارة الأسترالية. انفصلت بعض التضاريس الصغيرة عن غندوانا. كانت مستويات ثاني أكسيد الكربون في الغلاف الجوي تعادل تقريبا 15 ضعف ما هي عليه في وقتنا الحاضر (الهولوسيني) (6,000 جزء لكل مليون مقارنة باليوم 400 جزء لكل مليون). - أحداث حيوية : تنوع كبير في الحياة (تظهر الحفريات بشكل رئيسي ثنائيات التناظر) في الانفجار الكمبري مع زيادة مستويات الأكسجين. تعددت الأحافير؛ وظهور معظم الشعب الحيوان الحديثة (بما في ذلك المفصليات والرخويات والحلقيات وشوكيات الجلد ونصف الحبليات والحبليات). كثرة القدحيات القديمة الإسفنجية التي تبني الشعاب المرجانية؛ ثم تلاشت، حلت محلها الستروماتوليتات، ولكنها سرعان ما وقعت فريسة للثورة النباتية، عندما بدأت بعض الحيوانات في الحفر عبر الحصائر الميكروبية (مما أثر على بعض الحيوانات الأخرى أيضًا). ظهور وانتشار ارتيوبودا (بما في ذلك ثلاثيات الفصوص)، والديدان القضيبية، وعضديات الأرجل اللا مفصليّة، والهيوليثانات، والحيوانات الحزازية، والجرابتوليتات، وشوكيات الجلد الخماسية (مثل البلاستوزوا، والزنابقيات، وشوكيات الجلد الهائمات)، والعديد من الحيوانات الأخرى. هيمنة شعاعيات الأسنان المفترسة والعملاقة، بينا انقرض العديد من حيوانات العصر الإدياكاري. تنوع سريع للقشريات والرخويات. إستمرت بدائيات النوى، والطلائعيات (مثل المنخربات)، والفطريات والطحالب إلى يومنا هذا. ظهور الفقاريات من الحبليات السابقة. بدأت مفصليات الأرجل والنباتات الجنينية في استعمار الأرض. حدثت ثلاثة انقراضات منذ 517 و502 و488 مليون سنة، أدى الأول والأخير منها إلى القضاء على العديد من شعاعيات الأسنان، والمفصليات، والهيوليثيات، وعضديات الأرجل، والرخويات، ومخروطيات الأسنان (الفقاريات عديمة الفك المبكرة). | ≈506.5            |
| الكمبري    | النسق 2     | المرحلة 4   | - أحداث جيولوجية: تناقص تدريجي في تكون جبال بيترمان في القارة الاسترالية (550 - 535 مليون سنة مظت). تكون جبال روس في القارة القطبية الجنوبية. نشوء جبال ديلاميرا (حوالي 514-490 مليون سنة مظت) في القارة الأسترالية. انفصلت بعض التضاريس الصغيرة عن غندوانا. كانت مستويات ثاني أكسيد الكربون في الغلاف الجوي تعادل تقريبا 15 ضعف ما هي عليه في وقتنا الحاضر (الهولوسيني) (6,000 جزء لكل مليون مقارنة باليوم 400 جزء لكل مليون). - أحداث حيوية : تنوع كبير في الحياة (تظهر الحفريات بشكل رئيسي ثنائيات التناظر) في الانفجار الكمبري مع زيادة مستويات الأكسجين. تعددت الأحافير؛ وظهور معظم الشعب الحيوان الحديثة (بما في ذلك المفصليات والرخويات والحلقيات وشوكيات الجلد ونصف الحبليات والحبليات). كثرة القدحيات القديمة الإسفنجية التي تبني الشعاب المرجانية؛ ثم تلاشت، حلت محلها الستروماتوليتات، ولكنها سرعان ما وقعت فريسة للثورة النباتية، عندما بدأت بعض الحيوانات في الحفر عبر الحصائر الميكروبية (مما أثر على بعض الحيوانات الأخرى أيضًا). ظهور وانتشار ارتيوبودا (بما في ذلك ثلاثيات الفصوص)، والديدان القضيبية، وعضديات الأرجل اللا مفصليّة، والهيوليثانات، والحيوانات الحزازية، والجرابتوليتات، وشوكيات الجلد الخماسية (مثل البلاستوزوا، والزنابقيات، وشوكيات الجلد الهائمات)، والعديد من الحيوانات الأخرى. هيمنة شعاعيات الأسنان المفترسة والعملاقة، بينا انقرض العديد من حيوانات العصر الإدياكاري. تنوع سريع للقشريات والرخويات. إستمرت بدائيات النوى، والطلائعيات (مثل المنخربات)، والفطريات والطحالب إلى يومنا هذا. ظهور الفقاريات من الحبليات السابقة. بدأت مفصليات الأرجل والنباتات الجنينية في استعمار الأرض. حدثت ثلاثة انقراضات منذ 517 و502 و488 مليون سنة، أدى الأول والأخير منها إلى القضاء على العديد من شعاعيات الأسنان، والمفصليات، والهيوليثيات، وعضديات الأرجل، والرخويات، ومخروطيات الأسنان (الفقاريات عديمة الفك المبكرة). | ≈514.5            |
| الكمبري    | النسق 2     | المرحلة 3   | - أحداث جيولوجية: تناقص تدريجي في تكون جبال بيترمان في القارة الاسترالية (550 - 535 مليون سنة مظت). تكون جبال روس في القارة القطبية الجنوبية. نشوء جبال ديلاميرا (حوالي 514-490 مليون سنة مظت) في القارة الأسترالية. انفصلت بعض التضاريس الصغيرة عن غندوانا. كانت مستويات ثاني أكسيد الكربون في الغلاف الجوي تعادل تقريبا 15 ضعف ما هي عليه في وقتنا الحاضر (الهولوسيني) (6,000 جزء لكل مليون مقارنة باليوم 400 جزء لكل مليون). - أحداث حيوية : تنوع كبير في الحياة (تظهر الحفريات بشكل رئيسي ثنائيات التناظر) في الانفجار الكمبري مع زيادة مستويات الأكسجين. تعددت الأحافير؛ وظهور معظم الشعب الحيوان الحديثة (بما في ذلك المفصليات والرخويات والحلقيات وشوكيات الجلد ونصف الحبليات والحبليات). كثرة القدحيات القديمة الإسفنجية التي تبني الشعاب المرجانية؛ ثم تلاشت، حلت محلها الستروماتوليتات، ولكنها سرعان ما وقعت فريسة للثورة النباتية، عندما بدأت بعض الحيوانات في الحفر عبر الحصائر الميكروبية (مما أثر على بعض الحيوانات الأخرى أيضًا). ظهور وانتشار ارتيوبودا (بما في ذلك ثلاثيات الفصوص)، والديدان القضيبية، وعضديات الأرجل اللا مفصليّة، والهيوليثانات، والحيوانات الحزازية، والجرابتوليتات، وشوكيات الجلد الخماسية (مثل البلاستوزوا، والزنابقيات، وشوكيات الجلد الهائمات)، والعديد من الحيوانات الأخرى. هيمنة شعاعيات الأسنان المفترسة والعملاقة، بينا انقرض العديد من حيوانات العصر الإدياكاري. تنوع سريع للقشريات والرخويات. إستمرت بدائيات النوى، والطلائعيات (مثل المنخربات)، والفطريات والطحالب إلى يومنا هذا. ظهور الفقاريات من الحبليات السابقة. بدأت مفصليات الأرجل والنباتات الجنينية في استعمار الأرض. حدثت ثلاثة انقراضات منذ 517 و502 و488 مليون سنة، أدى الأول والأخير منها إلى القضاء على العديد من شعاعيات الأسنان، والمفصليات، والهيوليثيات، وعضديات الأرجل، والرخويات، ومخروطيات الأسنان (الفقاريات عديمة الفك المبكرة). | ≈521              |
| الكمبري    | التيرينيفي  | المرحلة 2   | - أحداث جيولوجية: تناقص تدريجي في تكون جبال بيترمان في القارة الاسترالية (550 - 535 مليون سنة مظت). تكون جبال روس في القارة القطبية الجنوبية. نشوء جبال ديلاميرا (حوالي 514-490 مليون سنة مظت) في القارة الأسترالية. انفصلت بعض التضاريس الصغيرة عن غندوانا. كانت مستويات ثاني أكسيد الكربون في الغلاف الجوي تعادل تقريبا 15 ضعف ما هي عليه في وقتنا الحاضر (الهولوسيني) (6,000 جزء لكل مليون مقارنة باليوم 400 جزء لكل مليون). - أحداث حيوية : تنوع كبير في الحياة (تظهر الحفريات بشكل رئيسي ثنائيات التناظر) في الانفجار الكمبري مع زيادة مستويات الأكسجين. تعددت الأحافير؛ وظهور معظم الشعب الحيوان الحديثة (بما في ذلك المفصليات والرخويات والحلقيات وشوكيات الجلد ونصف الحبليات والحبليات). كثرة القدحيات القديمة الإسفنجية التي تبني الشعاب المرجانية؛ ثم تلاشت، حلت محلها الستروماتوليتات، ولكنها سرعان ما وقعت فريسة للثورة النباتية، عندما بدأت بعض الحيوانات في الحفر عبر الحصائر الميكروبية (مما أثر على بعض الحيوانات الأخرى أيضًا). ظهور وانتشار ارتيوبودا (بما في ذلك ثلاثيات الفصوص)، والديدان القضيبية، وعضديات الأرجل اللا مفصليّة، والهيوليثانات، والحيوانات الحزازية، والجرابتوليتات، وشوكيات الجلد الخماسية (مثل البلاستوزوا، والزنابقيات، وشوكيات الجلد الهائمات)، والعديد من الحيوانات الأخرى. هيمنة شعاعيات الأسنان المفترسة والعملاقة، بينا انقرض العديد من حيوانات العصر الإدياكاري. تنوع سريع للقشريات والرخويات. إستمرت بدائيات النوى، والطلائعيات (مثل المنخربات)، والفطريات والطحالب إلى يومنا هذا. ظهور الفقاريات من الحبليات السابقة. بدأت مفصليات الأرجل والنباتات الجنينية في استعمار الأرض. حدثت ثلاثة انقراضات منذ 517 و502 و488 مليون سنة، أدى الأول والأخير منها إلى القضاء على العديد من شعاعيات الأسنان، والمفصليات، والهيوليثيات، وعضديات الأرجل، والرخويات، ومخروطيات الأسنان (الفقاريات عديمة الفك المبكرة). | ≈529              |
| الكمبري    | التيرينيفي  | الفورتوني   | - أحداث جيولوجية: تناقص تدريجي في تكون جبال بيترمان في القارة الاسترالية (550 - 535 مليون سنة مظت). تكون جبال روس في القارة القطبية الجنوبية. نشوء جبال ديلاميرا (حوالي 514-490 مليون سنة مظت) في القارة الأسترالية. انفصلت بعض التضاريس الصغيرة عن غندوانا. كانت مستويات ثاني أكسيد الكربون في الغلاف الجوي تعادل تقريبا 15 ضعف ما هي عليه في وقتنا الحاضر (الهولوسيني) (6,000 جزء لكل مليون مقارنة باليوم 400 جزء لكل مليون). - أحداث حيوية : تنوع كبير في الحياة (تظهر الحفريات بشكل رئيسي ثنائيات التناظر) في الانفجار الكمبري مع زيادة مستويات الأكسجين. تعددت الأحافير؛ وظهور معظم الشعب الحيوان الحديثة (بما في ذلك المفصليات والرخويات والحلقيات وشوكيات الجلد ونصف الحبليات والحبليات). كثرة القدحيات القديمة الإسفنجية التي تبني الشعاب المرجانية؛ ثم تلاشت، حلت محلها الستروماتوليتات، ولكنها سرعان ما وقعت فريسة للثورة النباتية، عندما بدأت بعض الحيوانات في الحفر عبر الحصائر الميكروبية (مما أثر على بعض الحيوانات الأخرى أيضًا). ظهور وانتشار ارتيوبودا (بما في ذلك ثلاثيات الفصوص)، والديدان القضيبية، وعضديات الأرجل اللا مفصليّة، والهيوليثانات، والحيوانات الحزازية، والجرابتوليتات، وشوكيات الجلد الخماسية (مثل البلاستوزوا، والزنابقيات، وشوكيات الجلد الهائمات)، والعديد من الحيوانات الأخرى. هيمنة شعاعيات الأسنان المفترسة والعملاقة، بينا انقرض العديد من حيوانات العصر الإدياكاري. تنوع سريع للقشريات والرخويات. إستمرت بدائيات النوى، والطلائعيات (مثل المنخربات)، والفطريات والطحالب إلى يومنا هذا. ظهور الفقاريات من الحبليات السابقة. بدأت مفصليات الأرجل والنباتات الجنينية في استعمار الأرض. حدثت ثلاثة انقراضات منذ 517 و502 و488 مليون سنة، أدى الأول والأخير منها إلى القضاء على العديد من شعاعيات الأسنان، والمفصليات، والهيوليثيات، وعضديات الأرجل، والرخويات، ومخروطيات الأسنان (الفقاريات عديمة الفك المبكرة). | 538.8 ± 0.6       |
| الإدياكاري | أقدم        | أقدم        | أقدم | أقدم              |

تم تقسيم النسق 2 بواسطة اللجنة الدولية للطبقات لمرحلتين (من الأدنى للأعلي):
- المرحلة 3 : ≈ 521 إلى≈ 514.5 مليون سنة مضت، لمدة 6.5 مليون سنة تقريبا[2][3]
- المرحلة 4 : ≈ 514.5 إلى≈ 506.5 مليون سنة مضت، لمدة 8 مليون سنة تقريبا[2][3]

وكلا المرحلتين يفتقران أيضا إلى التعريف الرسمي. وبالنسبة للمصطلح السيبيري فتكون على ثلاث مراحل (تبدأ بالأدنى): الاتداباني (Atdabanian)، والبوتومي (Botomian)، والتيوني (Toyonian). وتعتمد معظم التقسيمات الفرعية لهذه النسيقة بشكل عام على الطبقة الحيوية لمناطق ثلاثية الفصوص.